# Куйли
Куйли (Менди-Елга)(баш. Ҡуйлы, Мәндейылға) — река на Южном Урале в Башкортостане. Правый приток Зилима.
Длина реки составляет 13 км. Берёт начало на юго-западных склонах горы Балтыргантау в 4 км к северо-северо-западу от малой деревни Сарышка в Белорецком районе. В верховьях течёт на юго-запад. Недалеко от истока входит в Гафурийский район. Общее направление среднего и нижнего течения — северо-западное. Впадает в Зилим по правому берегу в 128 км от его устья, в 10 км к югу от деревни Толпарово.
Основные притоки: Аккурун (лв) и Мембатайбаш (пр).
Бассейн полностью покрыт лесом, населённых пунктов нет. В Гафурийском районе течение проходит по природному парку «Зилим».

## Данные водного реестра
По данным государственного водного реестра России относится к Камскому бассейновому округу, водохозяйственный участок реки — Белая от города Стерлитамак до водомерного поста у села Охлебино, без реки Сим, речной подбассейн реки — Белая. Речной бассейн реки — Кама.
Код водного объекта в государственном водном реестре — 10010200712111100018821.